# Методы исследования понятий
Методы исследования понятий — группа психологических методов, направленных на изучение понятий.

## Метод определения понятий
Метод определения понятий очень прост и состоит в том, что человека просят определить то или иное слово, т. е. сказать, что это такое, что оно значит.

### Результаты применения (на детях)
Результаты применения этого метода таковы. Дошкольники и младшие школьники, получив такое задание,  называют какие-нибудь признаки или функции определяемого предмета, или включают его в конкретные ситуации («собака — она охраняет дом», «собака лает»,  «собака кусает», «молоко — оно вкусное, его кошка лакает, маленькие дети не любят пить»). У старших школьников и у людей с более высоким уровнем образования преобладают ответы иного типа: определяемое подводится под более общее понятие («собака — это животное» и т. п.).

### Результаты применения (на неграмотных)
Сходные результаты получил А. Р. Лурия, применив этот метод при обследовании неграмотных и малограмотных (прослушавших кратковременные курсы) крестьян отдалённых районов Узбекистана в 1931—1932 годах.
Ответы крестьян очень напоминали ответы городских дошкольников и младших школьников. Неграмотные крестьяне часто вовсе отказывались отвечать на вопросы вроде «Объясните, что такое дерево», говоря в ответ: «Зачем я буду объяснять, ведь все и без того знают, что такое дерево» — «А всё-таки объясните мне, что это такое» — «У нас везде места, где есть деревья; вообще нет места, где не было бы деревьев, зачем же тогда объяснять?!»; либо же перечисляли какие-то внешние признаки или элементы предмета: «Если приеду, я так буду рассказывать: ходят автобусы, у них есть 4 ноги [колеса], передние стулья, чтобы сидеть, крыша для тени и машина… А вообще я скажу: если сядешь — узнаешь, что это такое» (в ответ на предложение объяснить что такое автомобиль тем, кто его никогда не видел).
Малограмотные крестьяне для определения предмета уже пользуются сравнением его с похожими вещами; кроме того, называемые признаки предмета становятся менее чувственными, более абстрактными. «Автомобиль — он так и называется автомобиль, а кукушка [вагонетка] — кукушка» — «Объясните, что это такое» — «Поменьше, чем комната, у неё огонь, внутри сидят люди… Есть ещё маленькие автомобили, кукушка, автобус». «Он по виду похож на арбу, но арба — простая вещь, а его строение очень сложное, всякий человек его не может сделать, он вырабатывается на заводе, он требует больших знаний». Но и малограмотные крестьяне почти никогда, определяя слово, не подводили его под более общее понятие («дерево — это растение» и т. п.).

## Метод классификации
Задача испытуемых — разбить предъявленные им слова на  группы, причём группы, их количество и состав определяют сами испытуемые. Применение к полученному материалу кластерного (реже — факторного) анализа даёт дерево кластеризации.

## Метод формирования искусственных понятий
Метод формирования искусственных понятий состоит в том, что испытуемому предъявляется ряд объектов, сходных по одним признакам и различающихся по другим. О каждом из предъявленных объектов испытуемый узнаёт, что он является (или, наоборот, не является) примером некоторого понятия, «задуманного» экспериментатором, определение (признаки) которого испытуемому неизвестно. Испытуемый вынужден судить о понятии лишь на основании того, какие предметы к нему относятся, а какие — нет.
Например, экспериментатор задумал (и, возможно, обозначил неким придуманным им искусственным словом) понятие, признаками которого являются «зелёный» и «круглый», т. е. всякий предмет, являющийся одновременно зелёным и круглым, будет подпадать под это понятие. Экспериментатор может ограничиться одним понятием или сконструировать и другие («зелёный и квадратный», «красный и круглый» и т. п.).
Далее экспериментатор предъявляет испытуемому несколько предметов, различающихся по форме и цвету, и о каждом из них испытуемый узнаёт, что данный предмет является (или, наоборот, не является) примером такого-то понятия.
Задача испытуемого —  понять, какие признаки входят в задуманное экспериментатором понятие (либо в каждое из задуманных понятий, если их несколько) и, возможно, какие правила связывают эти признаки, — конъюнкция («зелёный» и «круглый»), дизъюнкция («зелёный» или «круглый»), условие (если «зелёный», то «круглый») и т. д.
Наиболее известные опыты с применением метода формирования искусственных понятий были проведены Н. Ахом, Л. С. Выготским с Л. С. Сахаровым, Кларком Халлом и Джеромом Брунером.
Особым влиянием в отечественной психологии пользуются эксперименты Выготского — Сахарова, в когнитивной психологии — подход Дж. Брунера.

### Методика Н. Аха (1921)
Н. Ах (1921) стремился экспериментально показать, что для возникновения понятий недостаточно установления механических ассоциативных связей слово-предмет, но необходимо наличие задачи, решение которой потребовало бы от человека образования понятия. Сам Н. Ах коротко охарактеризовал свои эксперименты так: «Испытуемый получает задачи, которые он может решить только с помощью некоторых сначала бессмысленных знаков. Знаки (слова) служили испытуемому в качестве средств для достижения известной цели, а именно для решения поставленных экспериментальных задач, и благодаря тому, что они получили такое использование, они приобрели определённое значение. Они стали для испытуемого носителями понятий».
В методике Аха используются объёмные геометрические фигуры, различающиеся по форме (3 вида), цвету (4), размеру (2), весу (2), — всего 48 фигур. К каждой фигуре прикреплена бумажка с искусственным словом: большие тяжёлые фигуры обозначены словом «гацун», большие лёгкие — «рас», маленькие тяжёлые — «таро», маленькие лёгкие — «фал». Эксперимент начинается с 6-ти фигур, и от сеанса к сеансу их количество увеличивается, достигая в конце концов 48-ми. Каждый сеанс начинается с того, что фигуры расставляются перед испытуемым и он должен по очереди приподнять все фигуры, читая при этом их названия вслух; это повторяется несколько раз. После этого бумажки снимают, фигуры перемешиваются,  и испытуемого просят отобрать фигуры, на которых была бумажка с одним из слов, а также объяснить, почему он выбрал именно эти фигуры; это также повторяется несколько раз. На последней стадии эксперимента проверяется, приобрели ли искусственные слова значение для испытуемого: ему задаются вопросы вроде «Чем отличается “гацун” от “рас”?», просят придумать фразу с этими словами.

### Методика Выготского — Сахарова
Л. С. Выготский и его сотрудник Л. С. Сахаров изменили методику Аха с целью более глубокого изучения значений слов и самого процесса их (значений) формирования. Методика Аха не позволяла изучать этот процесс поскольку слова были связаны с обозначаемыми ими фигурами с самого начала; «слова не выступают с самого начала в роли знаков, они принципиально ничем не отличаются от другого ряда стимулов, выступающих в опыте, от предметов, с которыми они связываются». Поэтому в то время как в методике Аха названия всех фигур даны с самого начала, задача же даётся позже, после их заучивания, в методике Выготского-Сахарова, напротив, задача даётся испытуемому в самом начале, а названия фигур — нет.
Перед испытуемым в случайном порядке ставятся фигуры разной формы, цвета, плоскостных размеров, высоты; на нижней (невидимой) стороне каждой фигуры написано искусственное слово. Одна из фигур переворачивается, и испытуемый видит её название. Эта фигура откладывается в сторону, а из остальных фигур испытуемого просят отобрать все, на которых, по его мнению, написано то же слово, а потом предлагают объяснить, почему он выбрал именно эти фигуры и что искусственное слово означает. Затем отобранные фигуры возвращаются к оставшимся (кроме отложенной), открывается и откладывается ещё одна фигура, давая испытуемому дополнительную информацию, и его снова просят отобрать из оставшихся фигур все, на которых написано слово. Эксперимент продолжается до тех пор, пока испытуемый правильно не отберёт все фигуры и не даст правильного определения слова.
См. также: Параллелограмм развития

### Методика Кларка Халла (1920)
Кларк Халл (1920) изучал формирование понятий при решении задач на запоминание, когда формирование понятия могло бы облегчить выполнение этого задания. Он предъявлял испытуемым карточки с псевдокитайскими иероглифами; каждой карточке соответствовало определённое название (искусственное слово), при этом каждым словом было обозначено несколько разных карточек. Задача испытуемого заключалась в том, чтобы запомнить, каким словом обозначена каждая карточка. Каждые несколько иероглифов, обозначенные одним словом, имели общие признаки; испытуемому, однако, не говорили об этом заранее и он мог так и не догадаться об этом в ходе эксперимента и заучивать связи слово-иероглиф механически. Сформированность понятия определялась по тому, сможет ли испытуемый применить искусственное слово к новым иероглифам, — которые не предъявлялись в ходе эксперимента, но имеют те же признаки, что предъявлявшиеся иероглифы, обозначенные данным словом.

### Методика Дж. Брунера (1956)
Джером Брунер (1956) отказался от использования искусственных слов. В его эксперименте непосредственной задачей испытуемых становится не определение того, какие объекты соответствуют тому или иному искусственному слову, а определение содержания задуманного экспериментатором «понятия».
Брунер использовал набор объектов с 6-ю признаками (форма, цвет и число фигур на карточке, форма, цвет и число обрамляющих фигуры каёмок), каждый из которых мог принимать 3 значения. Испытуемым заранее объясняют, что их должны интересовать именно эти признаки, а также что под понятием следует понимать определённую комбинацию значений некоторых признаков, и что одни карточки являются положительными примерами данного понятия (т. е. содержат эту комбинацию), а другие — отрицательными (т. е. не содержат её). После этого экспериментатор начинает предъявлять испытуемому карточки по одной, всякий раз сообщая, является данная карточка положительным или отрицательным примером задуманного понятия. Карточки предъявляются в определённом, заранее избранном порядке. Каждая карточка предъявляется на 10 секунд, и после каждого такого предъявления испытуемый записывает своё предположение о задуманном понятии. Экспериментатор не отвечает на вопросы о предыдущих карточках, записывать что-либо кроме гипотез запрещено, и даже к записям своих предыдущих гипотез испытуемый не может возвращаться, т.к. его просят закрывать их картонкой. Предъявленных карточек по меньшей мере достаточно для исключения всех неверных гипотез.
См. также: Теория выдвижения и проверки гипотез (Дж. Брунер)

## Метод субъективного шкалирования
Метод субъективного шкалирования состоит в том, что испытуемым предлагается количественно оценить сходство предлагаемых им слов (значений) по заданной шкале.

### Методика Э. Рош
Элеанор Рош, создательница теории  прототипов, предлагала испытуемым оценить по 7-балльной шкале такие предметы (понятия), как шкаф, стул, стол и многие другие, с точки зрения того, являются ли они хорошими примерами мебели.
Усредненные и выстроенные по рангу ответы большого числа испытуемых образовали последовательность, в которой первые места заняли стул, стол и некоторые другие понятия, которые испытуемые нашли типичными представителями мебели; в середине списка оказались менее типичные представители (скамейка, лампа, табуретка, пианино); в конце списка очутились телевизор, полка, мусорная корзина, холодильник и т. п.

## Ассоциативный эксперимент
Ассоциативный эксперимент, распространившийся в психологии в начале XX в. благодаря его использованию в рамках психоанализа К. Г. Юнгом, заключается в том, что испытуемый должен на предъявляемые ему слова-стимулы как можно быстрее отвечать первыми приходящими ему на ум словами-ассоциациями. Возможен свободный или направленный ассоциативный эксперимент (во втором случае экспериментатор задаёт те или иные рамки возможных ответов).

## Метод семантического дифференциала
Метод семантического дифференциала (Ч. Осгуд, 1955) представляет собой сочетание методов шкалирования и ассоциативных методов.

## Метод семантического радикала
Психофизиологический условно-рефлекторный метод семантического радикала разработан А. Р. Лурия и О. С. Виноградовой (1959). В эксперименте Лурия — Виноградовой (1971) предъявление испытуемым некоторого слова (например, слова «скрипка») сопровождалось ударом током, что вызывало у испытуемых оборонительную реакцию.
Лурия и Виноградова обнаружили, что после этого предъявление близких по значению слов (принадлежащих «близкой семантической зоне» — например, «скрипач», «смычок», «мандолина») также вызывало оборонительную реакцию, а предъявление слов из «далёкой семантической зоны» («аккордеон», «концерт», «соната») вызывало ориентировочную реакцию. Слова, не связанные с подкрепляемым, не вызывали ни оборонительной, ни ориентировочной реакции.
Реакции регистрировались с помощью прибора (плетизмографа), улавливающего сжатие и расширение кровеносных сосудов головы и пальца руки. Оборонительная реакция связана со сжатием сосудов конечностей и мозга, а ориентировочная — со сжатием сосудов конечностей и расширением сосудов мозга.